# Федоровське (Конаковський район)
Федоровське (рос. Федоровское) — присілок в Конаковському районі Тверської області Російської Федерації.
Населення становить 58 осіб. Входить до складу муніципального утворення Дмитровогорське сільське поселення.

## Історія
Від 2005 року входить до складу муніципального утворення Дмитровогорське сільське поселення.

## Населення
| 1859 | 1887 | 2002 | 2010 |
| ---- | ---- | ---- | ---- |
| 489  | ↘485 | ↘82  | ↘58  |